# Dean Meminger
Dean Peter Meminger (ur. 13 maja 1948 w Walterboro, zm. 23 sierpnia 2013 w Nowym Jorku) – amerykański koszykarz, występujący na pozycji rozgrywającego, mistrz NBA z 1973 roku, po zakończeniu kariery zawodniczej trener koszykarski.

## Osiągnięcia
Na podstawie, o ile nie zaznaczono inaczej.
NCAA
- Uczestnik rozgrywek:
  - Elite 8 turnieju NCAA (1969)
  - Sweet 16 turnieju NCAA (1969, 1971)
- Mistrz turnieju National Invitation Tournament (NIT – 1970)
- MVP turnieju NIT (1970)[2]
- Zaliczony do I składu All-American (1971)
- Klub Golden Eagles zastrzegł należący do niego numer 14

NBA
- Mistrz NBA (1973)[3]
- Wicemistrz NBA (1972)[3]
- Lider play-off w skuteczności rzutów z gry (1973)[4]